# Wickowszczyzna (obwód miński)
Wickowszczyzna (biał. Віцкаўшчына, Wickauszczyna; ros. Вицковщина, Wickowszczina; hist. ros. Гричинь, Gryczyń) – wieś na Białorusi, w obwodzie mińskim, w rejonie dzierżyńskim, w sielsowiecie Fanipol.

## Historia
Wchodziła w skład hrabstwa kojdanowskiego Radziwiłłów. W XIX i w początkach XX w. folwark położony był w Rosji, w guberni mińskiej, w powiecie mińskim, w gminie Samochwałowicze.
Po I wojnie światowej pod administracją polską, w Zarządzie Cywilnym Ziem Wschodnich, w okręgu mińskim, w powiecie mińskim, w gminie Samochwałowicze.
W wyniku postanowień traktatu ryskiego znalazła się w granicach Związku Sowieckiego. W latach 1932–1937 w Polskim Rejonie Narodowym im. Feliksa Dzierżyńskiego. Od 1991 w niepodległej Białorusi.

## Ludzie związani z miejscowością
- Mikałaj Ułaszczyk – białoruski historyk, tłumacz i prozaik; urodzony w Wickowszczyznie